# إيزي (إسفراين)
إيزي (بالفارسية: ایزی) هي قرية تقع في قسم آذري الريفي (مقاطعة إسفراين) في إيران. يقدر عدد سكانها بـ 318 نسمة بحسب إحصاء 2016.